# ModeMuseum Antwerpen

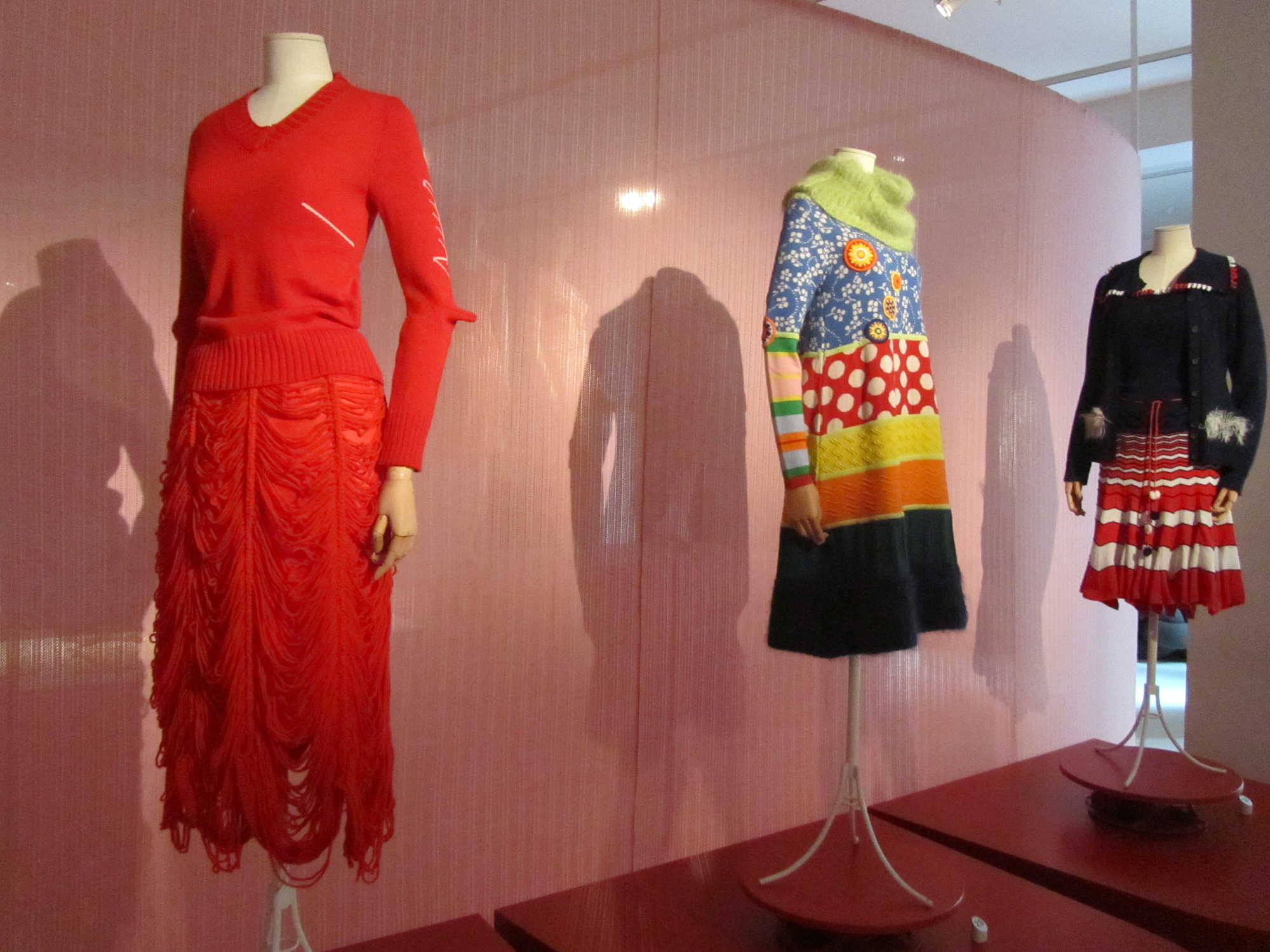
Een tentoonstelling van breiwerk in 2011 in het ModeMuseum. In het midden een ontwerp van Walter Van Beirendonck, links en rechts ontwerpen van Bernhard Willhelm.

Het MoMu - ModeMuseum Antwerpen, het voormalige Provinciale Kostuum- en Textielmuseum te Oelegem, is sinds 2002 gevestigd in het centrum van Antwerpen in het gebouw Antwerpse ModeNatie in de Nationalestraat. Daar zijn ook het Flanders Fashion Institute, de Antwerpse Modeacademie en winkel-restaurant Renaissance gehuisvest. Sinds de opening focust het museum zich op tijdelijke tentoonstellingen, maar om de uitgebreide eigen collectie te kunnen tonen was er geen ruimte. Daarom sloot het museum vanaf 16 april 2018 de deuren voor grondige renovatiewerken en werd verwacht te heropenen in 2020. Het ModeMuseum bleef in de tussentijd wel tentoonstellingen organiseren op alternatieve locaties. Het museum werd heropend in september 2021 maar moest vanaf 24 januari 2022 terug sluiten wegens problemen met de klimaatregeling. Eind september waren de structurele werken klaar en op 8 oktober 2022 kon het museum terug openen.

## Architectuur
Het gebouw van de ModeNatie dateert uit de 19e eeuw, toen het dienstdeed als kledingzaak 'New Engeland' voor heren en kinderen. Gedurende de 20e eeuw veranderde het gebouw vaak van eigenaar tot in 2000 werd beslist om het te renoveren onder toeziend oog van de Gentse architecte Marie-José Van Hee. Van Hees belangrijkste verwezenlijking was de creatie van een overdekte doorgang tussen de Nationalestraat en Drukkerijstraat. De architecte bouwde ook een indrukwekkende houten trap, dat ze de tweede verticale doorgang van de ModeNatie noemt. Zowel de trap als de doorgang zijn gemaakt van Merbau hout. Tijdens de renovatie tussen 2018 en 2021 werd 800 m² extra publieke oppervlakte gecreëerd, met o.a. een aanpasbare ruimte en een permanente tentoonstellingsruimte voor de vaste collectie, ook kantoren en andere niet-publieke ruimtes werden aangepakt. De werken waren in handen van  architectenbureau B-architecten, die de oorspronkelijke kenmerken bewaarden.

## Collectie
MoMu heeft een collectie van meer dan 33.000 items: kleding, schoenen, textiel, accessoires, kant,... . Kleding en accessoires vormen de kern van de collectie die tot stand kwam via aankopen, maar ook door schenkingen van particulieren, ontwerpers en modehuizen en door enkele langdurige bruiklenen. Zo waren de vroege schenkingen van Linda Loppa en Christine Matthijs de aftrap voor MoMu's designercollectie. Deze deelcollectie werd verrijkt met ruime schenkingen van onder andere Dries Van Noten en Bernhard Willhelm. Maar ook met langdurige bruiklenen, waaronder 100 silhouetten door Walter Van Beirendonck in 2012, enkele tientallen designerschoenen en meer dan 100 hoeden van de Britse ontwerper Stephen Jones door de verzamelaars en oprichters van de voormalige Antwerpse Coccodrillo schoenenwinkel Geert Bruloot en Eddy Michiels. De museumcollectie werd in 2012 met enkele honderden stukken uitgebreid door de schenking en de gedeeltelijke aankoop van de collectie historische mode van de Nederlandse verzamelaarsters Jacoba de Jonge. Samen met de vroegere verzamelingen van het voormalige Textiel- en Kostuummuseum Vrieselhof beheert MoMu vandaag een collectie van circa 33.000 voorwerpen die grotendeels in huis worden bewaard.

## Collectiebeheer
De stukken worden naargelang aard en conditie verpakt in zuurvrije kartonnen dozen of worden opgehangen op kleerhangers met stofhoezen. In 2013 begon een interdisciplinair onderzoek omtrent de bewaring van en omgang met natuurlijke en synthetische vezels en materialen in een museale opstelling. Bedreigde stukken worden intern of extern en vaak in samenwerking met de opleidingen textielconservatie behandeld.

## Tentoonstellingen
- Backstage: Selectie I - 21/09/2002 - 04/04/2003
- Patronen - 24/04/2003 - 10/08/2003
- GenovanversaeviceversA - 09/09/2003 - 28/03/2004
- Goddess - 08/05/2004 - 22/08/2004
- Malign Muses - 18/09/2004 - 30/01/2005
- Beyond Desire - 25/02/2005 - 18/08/2005
- Katharina Prospekt: The Russians by A.F. Vandevorst - 09/09/2005 - 05/02/2006
- Yohji Yamamoto Dream Shop - 07/03/2006 - 13/08/2006
- De MoMu-Collectie: Selectie II - 08/09/2006 - 17/06/2007
- 6+ Antwerpse Mode - 25/01/2007 - 23/06/2007
- Bernhard Willhelm: Het Totaal Rappel - 13/07/2007 - 10/02/2008
- Moi, VERONIQUE BRANQUINHO TOuTe Nue - 12/03/2008 - 17/08/2008
- Maison Martin Margiela '20' The Exhibition - 12/09/2008 - 08/02/2009
- Paper Fashion! - 06/03/2009 - 16/08/2009
- Delvaux - 180 Jaar Belgische Luxe - 17/09/2009 - 21/02/2010
- ZWART. Meesterlijk Zwart in Mode & Kostuum - 17/09/2009 - 21/02/2010
- Stephen Jones & Het Accent op Mode - 08/09/2010 - 13/02/2011
- ONTRAFEL Tricot in de Mode - 16/03/2011 - 14/08/2011
- WALTER VAN BEIRENDONCK. Dream The World Awake - 14/09/2011 - 19/02/2012
- EEN LEVEN IN DE MODE. Vrouwenkleding 1750-1950. Uit de Collectie Jacoba de Jonge - 21/03/2012 - 12/08/2012
- Madame Grès. Sculptural Fashion - 12/09/2012 - 10/02/2013
- Zijde & Prints uit het Abrahamarchief - Couture in Kleur - 13/03/2013 - 11/08/2013
- Happy Birthday Dear Academie - 08/09/2013 - 13/02/2014
- Birds of Paradise. Pluimen & Veren in de Mode - 20/03/2014 - 24/08/2014
- MoMu Nu. Hedendaagse Mode uit de MoMu Collectie - 25/09/2014 - 04/01/2015
- Dries Van Noten. Inspirations - 12/02/2015 - 19/07/2015
- Footprint. Het Spoor van Schoenen in de Mode - 03/09/2015 - 14/02/2016
- Game Changers. Het 20e-Eeuwse Silhouet Heruitgevonden - 18/03/2016 - 14/08/2016
- Rik Wouters & Het Huiselijk Utopia - 17/09/2016 - 26/02/2017
- Margiela, De Hermès Jaren - 31/03/2017 - 27/08/2017
- Olivier Theyskens - She Walks in Beauty - 12/10/2017 - 15/04/2018
- Soft? Tactiele Dialogen / Soft? Tactile Dialogues - 28/09/2018 - 24/02/2019
- E/MOTION. Mode in transitie / E/MOTION. Fashion in Transition - 04/09/2021 - 23/01/2022
- P.LACE.S - De verborgen kant van Antwerpen / P.LACE.S - Looking through Antwerp Lace - 25/09/2021 - 09/01/2022
- Exploding Fashion: Van 2D tot 3D tot 3D-animatie - 8/10/2022 - 05/02/2023
- Mirror Mirror: Mode & de psyche - 08/10/2022 - 26/02/23
- Geometrically Wired - IO Van Oostveldt: tussen kleding en kunst  25/02/2023 - 30/07/2023
- Man Ray en mode: 22/04/2023 - 13/08/2023
- ECHO. Gehuld in herinnering: 14/10/2023 - 25/02/24
- Baloji Augurism: 21/10/2023 - 16/06/2024
- Willy Vanderperre: 27/04/2024 - 04/08/2024
- Maskerade. Make-up & Ensor: 28/09/2024 - 02/02/2025